# Flämische Küche

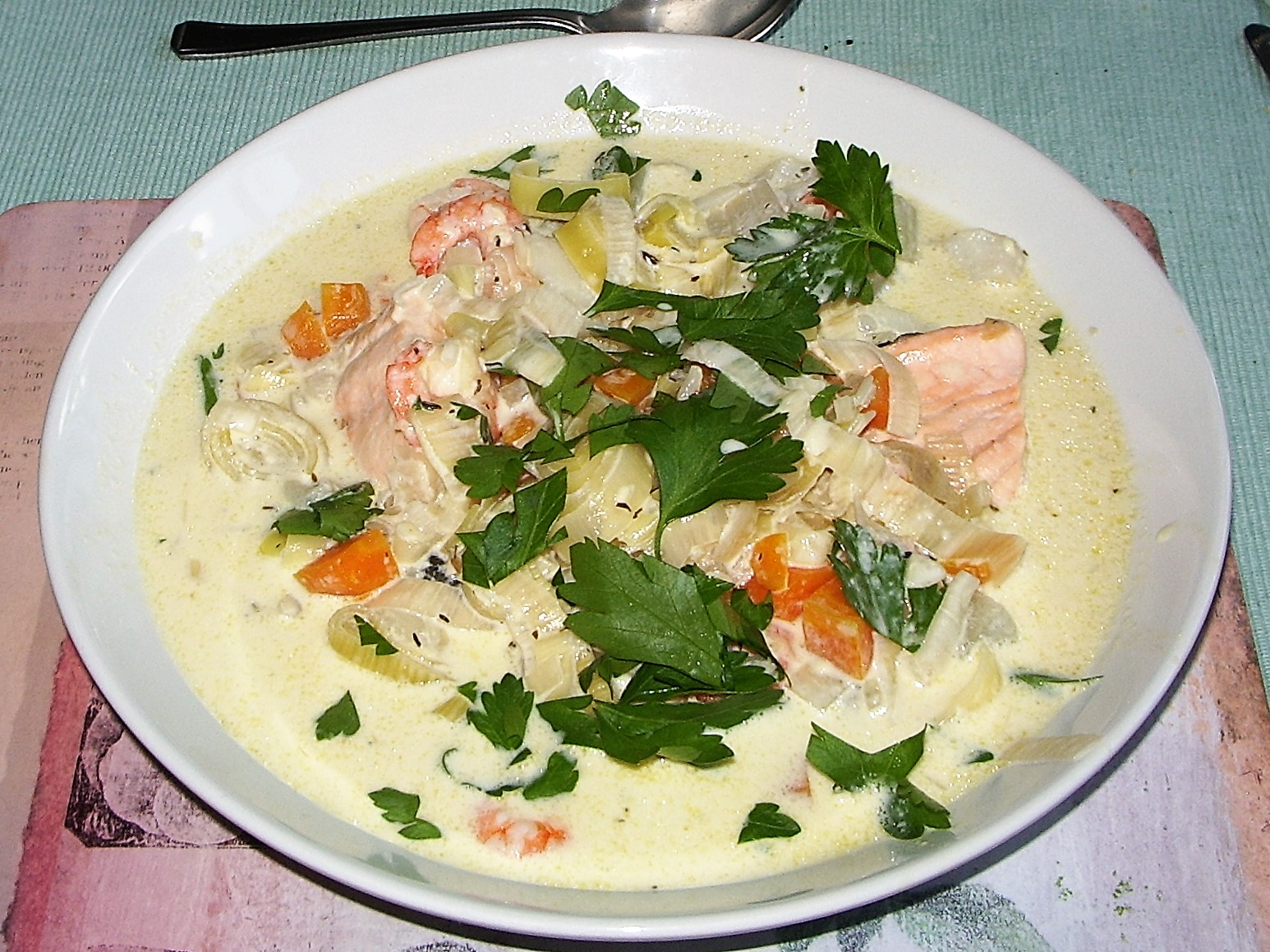
Waterzooi (Bunter Eintopf, hier mit Fisch)

Die Flämische Küche basiert sowohl auf Fisch- als auch auf Fleischgerichten. Hierbei spielt einerseits die Nähe der Nordsee mit den großen Hafenstädten Antwerpen, Brügge und Ostende eine Rolle, andererseits das landwirtschaftlich genutzte Hinterland der Region Flandern.

## Speisen

### Fisch und Meeresfrüchte

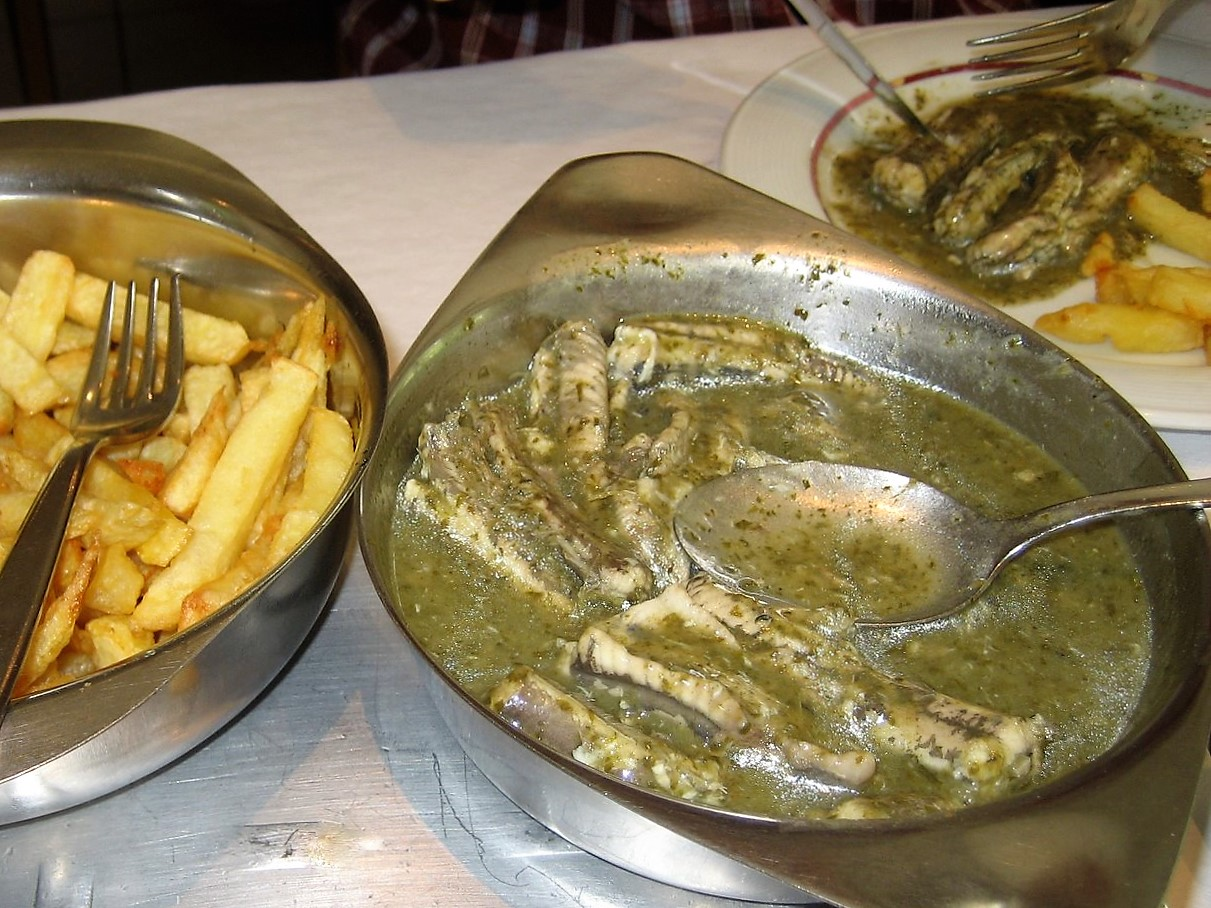
Paling in het groen (Aal grün)

Beliebte Fischgerichte basieren auf Kabeljau, Seezunge, Schellfisch und Hering sowie auf Aal, wozu Paling in het groen gehört. Bekannt sind außerdem Gerichte aus Meeresfrüchten. Hierzu zählen Nordseegarnelen und Muscheln.

### Fleisch und Geflügel
Im Binnenland werden Gerichte aus Rind, Schwein, Wild und Wurstwaren zubereitet. Verbreitet ist Schinken oder Eintopfgerichte wie der Stoofvlees oder der Waterzooi, der sowohl mit Huhn und Kalbshachse als auch mit beliebigen Fischen zubereitet wird und der als flämisches Nationalgericht gilt.

### Käse
Bekannte flämische Käsesorten sind Passendale, Damme, Beauvoorde, Lo, Mandjeskäse, Wijndendale oder Limburger.

### Gemüse und Obst
Verbreitet sind Spargel, Chicorée und Birnen. Auch Suppen spielen traditionell eine wichtige Rolle. Stoemp ist ein Gericht auf der Basis von Kartoffeln, Möhren und Zwiebeln. Die verbreitete Nutzung der Kartoffel als Sättigungsbeilage etablierte sich auch durch die Tätigkeit von Charles de l’Écluse, auch bekannt als Clusius. Seit ihrer Einführung hat sie große Bedeutung für die ländliche Küche. Wie in den Niederlanden und im übrigen Belgien erfreuen sich Pommes frites in Flandern großer Beliebtheit.

## Bier
Flandern ist Standort vieler bekannter Brauereien. Zu flämischen Biermarken zählen beispielsweise Achel, Westmalle, Westvleteren, Hoegaarden. In Flandern gibt es mehrere in Bier gegarte Gerichte.

## Siehe auch

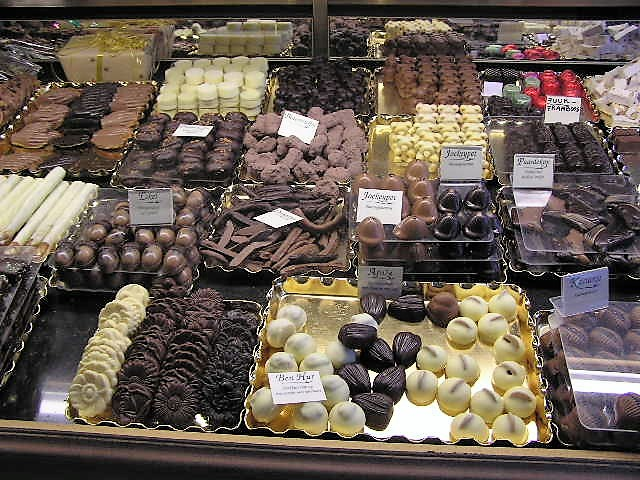
Schokolade und Pralinen (Auslage in einem Geschäft in Antwerpen)